# Jürgen Baumgärtner
Jürgen Baumgärtner (* 24. April 1973 in Kronach) ist ein deutscher Politiker (CSU), Berufsoffizier und seit Oktober 2013 Bayerischer Landtagsabgeordneter. Er vertritt den Stimmkreis Kronach, Lichtenfels im Bayerischen Landtag. Weiterhin ist er seit 2010 Kreisvorsitzender der Frankenwald-CSU.

## Ausbildung und Beruf
Nach dem Erwerb der Mittleren Reife absolvierte Baumgärtner 1990 bis 1993 eine Berufsausbildung zum Großhandelskaufmann, anschließend folgten Weiterbildungen zum Wirtschaftsfachwirt und Betriebswirt.
1994 trat Baumgärtner in die Bundeswehr ein. Zuletzt war er dort als Berufsoffizier im Rang eines Oberstleutnants tätig.

## Vergangenheit
Baumgärtner war in seiner Jugendzeit ein aktives Mitglied der oberfränkischen Neonazi-Szene. Er war zudem Mitglied der rechtsextremistischen und vom Verfassungsschutz beobachteten Hilfsorganisation für nationale politische Gefangene und deren Angehörige (HNG).
Kurz nach dem Mauerfall stieg er aus der Neonazi-Szene aus und distanzierte sich vollständig von rechtsextremem Gedankengut. Danach engagierte er sich erst in der Katholischen Jugend, später in der Jungen Union. Mit seiner Vergangenheit geht Baumgärtner sehr offen um. In seiner ehemaligen Schule hielt er mehrfach Vorträge über seine Erfahrungen, um junge Menschen aufzuklären und sie vor einem Abrutschen in rechtsextreme Kreise zu bewahren. Zudem berichtete er in zahlreichen Presseveröffentlichungen ausführlich über seine Zeit in der rechtsextremen Szene und seine Erfahrungen. Er fordert nachdrücklich ein Verbot der NPD.

## Wahl in den Bayerischen Landtag und Werdegang
Bei der Landtagswahl 2013 gewann er das Direktmandat im Stimmkreis Kronach, Lichtenfels und wurde mit rund 48 Prozent der abgegebenen Stimmen in den Bayerischen Landtag gewählt.
In seiner ersten Amtszeit war er Mitglied im Ausschuss für Wirtschaft und Medien, Infrastruktur, Bau und Verkehr, Energie und Technologie sowie im Ausschuss für Gesundheit und Pflege des Bayerischen Landtags.
2018 kandidierte er erneut bei der Landtagswahl und wurde am 14. Oktober im Stimmkreis Kronach, Lichtenfels mit einem Ergebnis in Höhe von 43,1 Prozent der abgegebenen Stimmen wieder direkt in den Bayerischen Landtag gewählt. In der 18. Legislaturperiode war er Mitglied im Ausschuss für Wohnen, Bau und Verkehr des Bayerischen Landtags und Vorsitzender des Arbeitskreises Wohnen, Bau und Verkehr der CSU-Landtagsfraktion.
Bei der Landtagswahl 2023 zog er erneut in den Landtag ein.
Besonders wichtig in seiner politischen Arbeit ist ihm die Förderung von gleichwertigen Lebensverhältnissen und Arbeitsbedingungen in ganz Bayern. Besondere Schwerpunkte seiner politischen Arbeit sind die Stärkung von strukturschwachen Regionen durch gezielte Wirtschafts-, Arbeitsmarkt- sowie Verkehrs- bzw. Infrastrukturpolitik, der Erhalt einer wohnortnahen, flächendeckenden, qualitativen medizinischen Versorgung sowie die Verbesserung des Pflegesystems durch Bürokratieabbau und intensivierte Forschung.

## Privates
Baumgärtner hat neben den gemeinsamen Kindern mit seiner Ehefrau auch noch eine gemeinsame Tochter mit der CSU-Bundestagsabgeordneten Emmi Zeulner. Er ist römisch-katholischer Konfession.